# Hôtel particulier Arseni Morozov
L'hôtel particulier Arseni Morozov (en russe : Особняк Арсения Морозова) (aujourd'hui maison de réception du gouvernement de la fédération de Russie et, de 1959 à la fin des années 1990, Maison de l'amitié avec les peuples des pays étrangers) est un bâtiment situé dans le centre de Moscou, dans la rue Vozdvijenka no 16, construit durant les années 1895 à 1899 par l'architecte Viktor Mazyrine sur commande du millionnaire Arseni Morozov. Le bâtiment, qui combine des éléments de l'architecture art nouveau et de l'éclectisme, est également un exemple unique du style d'architecture moscovite proche de l'architecture néo-mauresque par son style vif et exotique.

## Histoire de sa réalisation
Jusqu'à la construction du bâtiment nouveau, c'était l'immense cirque équestre Karl Markus Ginne qui se trouvait à cet endroit. En 1892, la partie en bois du cirque a brûlé, peut-être selon une version des faits, à cause d'un incendie criminel. Les fonds pour la restauration n'ont pas été trouvés et le site a été mis en vente avec ce qu'il restait des constructions. La même année, Varvara Morozova, dont la propriété était située à proximité en fit l'acquisition puis inscrivit l'immeuble au nom de son fils Arseni,.
Arseni Morozov (1873-1908) appartenait à la riche dynastie des Morozov et était un cousin de Savva Morozov. La mère d'Arseni était la fille du marchand réputé Alexeï Khloudov. Au début des années 1890, ensemble avec Viktor Mazyrine, son ami, il accomplit un voyage en Italie et au Portugal. Le millionnaire et l'architecte y ont été particulièrement impressionnés par le palais national de Pena à Sintra au Portugal, construit au milieu du XIXe siècle et qui combinait des éléments de l'architecture médiévale hispano-maure et du style manuélin,.
À son retour à Moscou, Arseni Morozov s'est enthousiasmé pour un projet de construction de maison-château, reprenant le style général du palais de Pena et également celui d'une autre version d'hôtel particulier, le palais de la Regaleira, situé également à Sintra. Sur le terrain que lui avait donné sa mère (Varvara Alexeïevna) pour ses 25 ans, au lieu d'un immeuble classique du début du XIXe siècle, c'est un bâtiment inhabituel qui est apparu. Dès le début de sa construction, il est devenu l'objet de conversations amusées des Moscovites, de commérages, de rumeurs et de critiques dans la presse. L'opinion publique considérait ce manoir exotique comme une pure excentricité. Les conversations autour de sa construction se reflètent dans le roman de Léon Tolstoï Résurrection (publié en 1899) : le prince Nekhlioudov, en passant devant la bâtisse de Morozov, trouve qu'il s'agit « d'un palais stupide et inutile pour une personne tout aussi stupide et inutile ». Une légende existe qui rapporte que la mère d'Arseni, une femme colérique et à la langue bien pendue, visitant les travaux de la maison de son fils en décembre 1899, aurait dit, :

« Avant je savais que tu étais un imbécile, mais maintenant tout Moscou le saura ! »

Le style néo-mauresque se manifeste d'abord dans la conception du portail de l'entrée officielle et dans les deux tours de chaque côté de celui-ci. Une ouverture en forme de fer à cheval, accompagnée de colonnes torsadées fantaisistes, de moulures en forme de coquillages sur les tours (solution décorative qui rappelle les murs de la Casa de las Conchas à Salamanque), et la corniche ajourée et l'attique créent une impression unique. Dans les autres parties du bâtiment apparaissent des éléments de styles différents : ainsi certaines ouvertures de fenêtres sont flanquées de colonnes classiques. La composition d'ensemble avec un manque de symétrie des éléments du bâtiment participe aux techniques caractéristiques de l'architecture art nouveau. La décoration intérieure des locaux reflète la diversité des centres d'intérêts du propriétaire pour la décoration : la salle à manger d'apparat, appelée Salle des chevaliers, est décorée dans le style pseudo-gothique russe, le salon principal, dans lequel se déroulaient des bals est de style Empire, le boudoir pour l'épouse du propriétaire est décoré dans le style baroque. On trouve également des éléments de style arabe et chinois,. Au-dessus de l'hôtel a été aménagé un petit jardin suspendu.
Arseni Morozov, qui était prodigue et bon vivant, n'a pas longtemps profité du luxe de sa maison de maître originale. Un jour, en 1908, par défi, il se tire une balle dans la jambe, cherchant à prouver qu'il ne ressentirait pas de douleur, grâce à la seule force de son esprit développée à l'aide de techniques ésotériques connues de l'architecte Mazyrine. Une infection du sang a commencé à la suite de ce tir et il en est décédé trois jours plus tard à l'âge de 35 ans.
Selon le testament de Morozov, l'héritière de l'hôtel particulier était sa maîtresse Nina Alexandrovna Konchina. La veuve légitime du défunt mari, Véra Sergueïevna, duquel elle vivait séparée depuis 1902, a tenté de contester ce testament, invoquant les troubles mentaux d'Arseni Morozov et l'incapacité juridique qui en résultait. Elle a été déboutée par le tribunal et c'est Nina Konchina qui est entrée en possession de l'hôtel de maître. Elle l'a immédiatement vendu à Léon Mantacheff, le fils du magnat du pétrole arménien Alexandre Mantacheff.

## L'hôtel de maître à l'époque soviétique

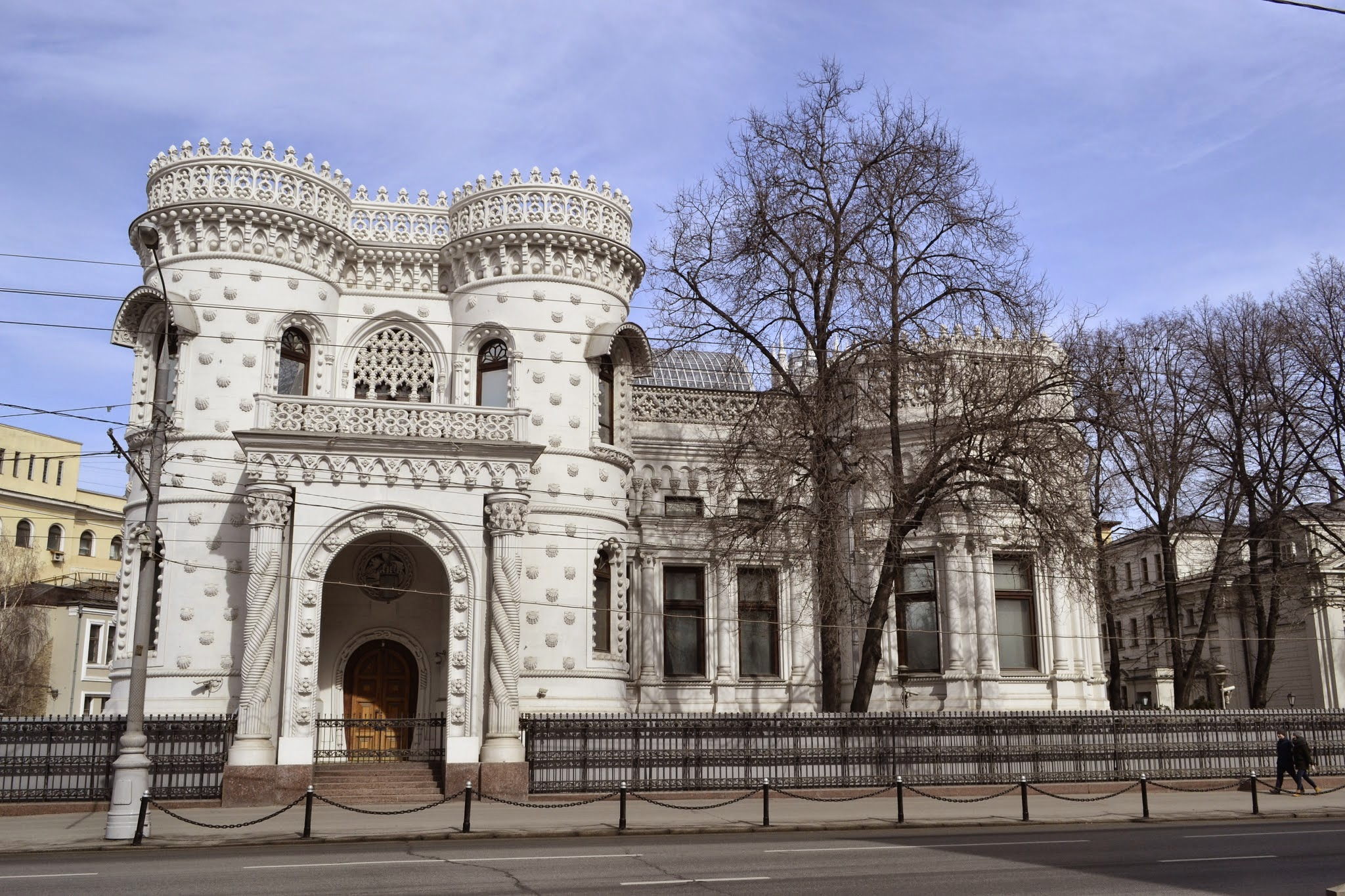
Façade de l'hôtel Morozov.

Après la révolution d'Octobre de 1917, la maison de maître est devenue le siège du mouvement anarchiste, pendant quelque temps. En mai 1918 s'y est installée la première troupe de théâtre ouvrière ambulante du Proletkoult. À cette époque vivaient aussi dans la maison les poètes Sergueï Essénine et Sergueï Klytchkov (en). Au début des années 1920, le cinéaste Sergueï Eisenstein collabore avec le proletkoult et met en scène plusieurs spectacles d'avant-garde dans le murs de l'hôtel particulier Morozov. Le théâtre a occupé le bâtiment jusqu'en 1928,.
À la fin des années 1920, le bâtiment a été transféré au Commissariat du peuple aux affaires étrangères d'URSS. De 1928 à 1940, c'est l'ambassade du Japon qui occupe les lieux ; de 1941 à 1945 ce sont des services de l'ambassade de Grande-Bretagne et la rédaction de l'hebdomadaire britannique Britanski soiouznik qui occupent les locaux ; à partir de 1952, pendant deux ans, le bâtiment est le siège de l'ambassade de l'Inde. En 1959, la propriété du bâtiment passe dans les mains de l'Union des sociétés soviétiques d'amitié et de liens culturels avec l'étranger qui la dénomme Maison de l'amitié avec les peuples des pays étrangers ou plus simplement Maison de l'amitié entre les peuples. S'y tiennent régulièrement des conférences, des rencontres de personnalités étrangères, des projections cinématographiques,,.

## Situation actuelle
En 1995, à la demande personnelle d'un petit-fils de l'architecte, le sculpteur Igor Zamedianski a créé une plaque commémorative qui est apposée l'honneur de Viktor Mazyrine.
En 2003, l'administration du président de la fédération de Russie a commencé le réaménagement, la reconstruction et la restauration du bâtiment. La Maison de réception du gouvernement de la fédération de Russie est le nom officiel actuel depuis 2006 et elle est destinée à diverses manifestations officielles,.
Au cours des travaux, les décorations intérieures ont été restaurées. La société Galerie d'Idées a remporté l'appel d'offre et a fait réaliser des meubles et des objets décoratifs par des firmes russes et étrangères. Des contrôles de conformité aux éléments originaux ont été réalisés,.